# Bistum Skopje
Das Bistum Skopje (lateinisch Dioecesis Scopiensis) ist eine in Nordmazedonien gelegene Diözese der römisch-katholischen Kirche mit Sitz in Skopje.

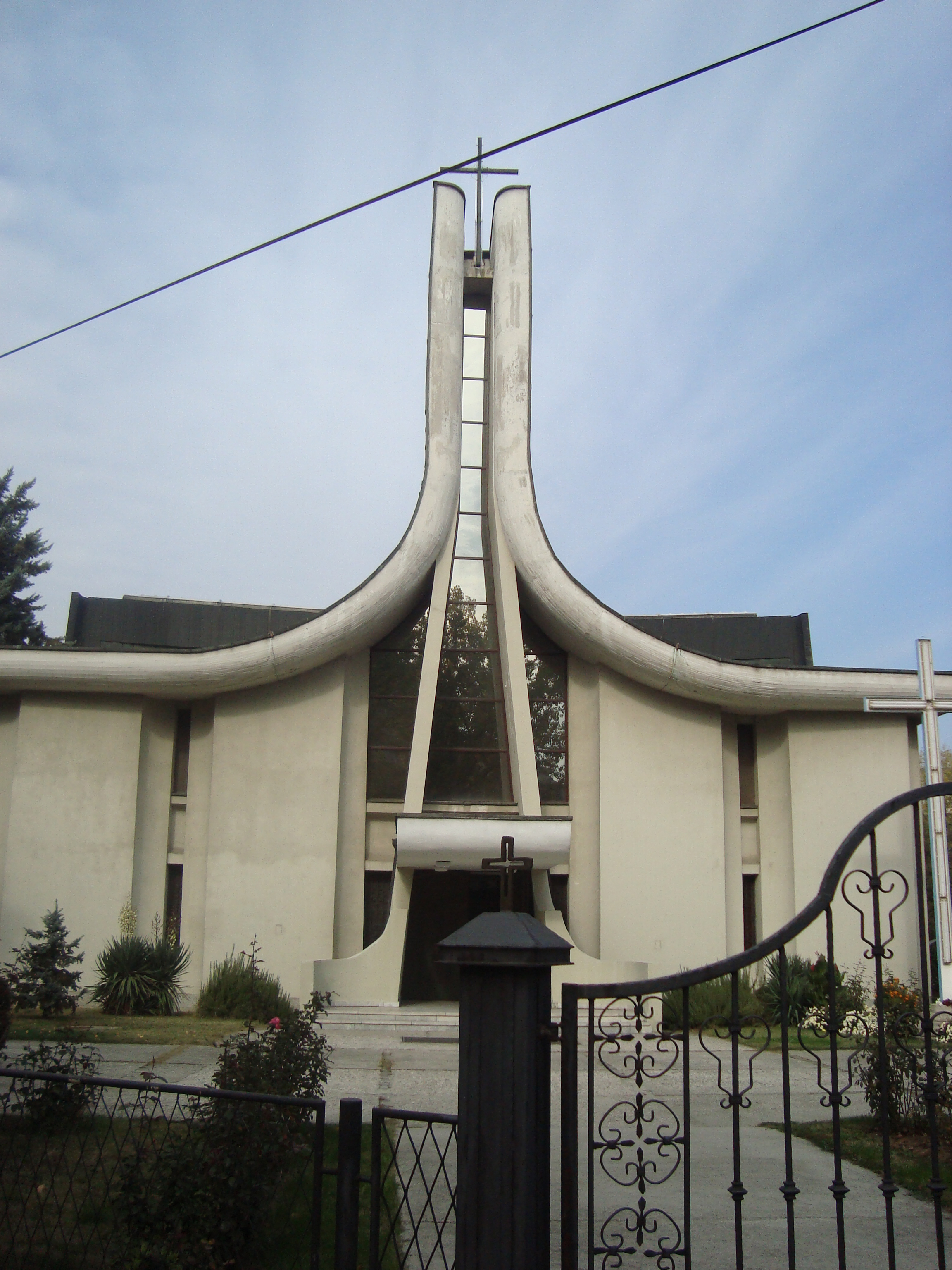
Herz-Jesu-Kathedrale Skopje

Es wurde am 24. Mai 2000 von Papst Johannes Paul II. errichtet und ist der bosnischen Erzdiözese Vrhbosna (Sarajevo) als Suffraganbistum unterstellt.
Das Gebiet der Diözese Skopje deckt sich mit dem Staatsgebiet der Republik Nordmazedonien. Nach Angaben von Radio Vatikan gibt es in Nordmazedonien derzeit (2005) 20.000 Katholiken, etwa die Hälfte gehört dem byzantinischen Ritus an.
Mit Kiro Stojanov, wurde im Juli 2005 erstmals ein slawischer Mazedonier zum Bischof von Skopje ernannt. Er bekleidet gleichzeitig das Amt des Bischofs der Eparchie Mariä Verkündigung Strumica-Skopje (für die Katholiken des byzantinischen Ritus).
Für die Seelsorge stehen nur einige wenige Priester zur Verfügung. Daneben gibt es drei bis vier Dutzend katholische Ordensschwestern in Nordmazedonien. Kanonisch errichtete Pfarreien gibt es nur in Skopje bei der Kathedrale Herz Jesu (mit Filialen in Tetovo, Veles, Štip, Prilep, Gostivar) und in Bitola bei der Konkathedrale des Heiligen Herzens (mit einer Filiale in Ohrid).

## Historische Entwicklung

### Erzbistum Dardania
Bereits im 4. Jahrhundert wurde der Bischofssitz Dardania errichtet und zum Erzbistum erhoben. 

### Erzbistum Skopje
Das Erzbistum Dardania wurde 1656 in Erzbistum Skopje umbenannt und es war Sitz eines Metropoliten.
Mehr auf dem Papier als in der Realität bestand das katholische Erzbistum Skopje, das weite Teile des westlichen Balkans umfasste. Der Heilige Stuhl ernannte nur manchmal Bischöfe für Skopje, dazwischen gab es immer wieder lange Sedisvakanzen. Dazu kam, dass viele Bischöfe gar nicht in Nordmazedonien residierten. Erst an der Wende vom 19. zum 20. Jahrhundert konnte die Lage des Missionssprengels halbwegs stabilisiert werden. 

### Bistum Skopje
Mit päpstlichen Dekret Pius XI. vom 29. Oktober 1924 wurde das Erzbistum Skopje in eine einfache Diözese umgewandelt. Sitz des Erzbistums wurde Belgrad. 

### Bistum Skopje-Prizren
Am 2. Oktober 1969 vereinigte Papst Paul VI. das Bistum Skopje mit dem historischen, und späteren Titularbistum Prisriana zum Bistum Skopje-Prizren. Der Bischofssitz des serbischen Bischofs war Skopje. Der albanische Weihbischof saß in Prizren (Kosovo), dort lebten mehr als neunzig Prozent der 50.000 Katholiken des Bistums.

### Bistum Skopje
Die erneute Trennung erfolgte 2000 wegen der im Ergebnis der Jugoslawienkriege neu gezogenen politischen Grenzen; für den Kosovo wurde die 2018 zum Bistum Prizren-Pristina erhobene Apostolische Administratur Prizren errichtet.

## Heilige
Die am 19. Oktober 2003 von Papst Johannes Paul II. seliggesprochene Mutter Teresa, „der Engel von Kalkutta“, wurde am 26. August 1910 als Anjezë (Agnes) Gonxha Bojaxhiu in Skopje geboren. Sie starb am 5. September 1997 in Kalkutta (Indien). Sie wurde am 6. September 2016 durch Papst Franziskus in Rom heiliggesprochen. Ihr Gedächtnis wird am 5. September gefeiert.